# Шидловское сельское поселение
Шидловское сельское поселение — сельское поселение в Волоконовском районе Белгородской области.
Административный центр — село Шидловка.

## История
Статус и границы сельского поселения установлены Законом Белгородской области от 20 декабря 2004 года № 159 «Об установлении границ муниципальных образований и наделении их статусом городского, сельского поселения, городского округа, муниципального района»

## Население
| 2010 | 2011 | 2012 | 2013 | 2014 | 2015 | 2016 | 2017 | 2018 |
| ---- | ---- | ---- | ---- | ---- | ---- | ---- | ---- | ---- |
| 698  | ↘695 | ↘673 | ↘664 | ↗673 | ↘658 | ↗662 | ↘648 | ↘640 |
| 2019 | 2020 | 2021 |      |      |      |      |      |      |
| ↘611 | ↘588 | ↘586 |      |      |      |      |      |      |

## Состав сельского поселения
В состав сельского поселения входят 9 населённых пунктов:
| № | Населённый пункт  | Тип населённого пункта       | Население |
| - | ----------------- | ---------------------------- | --------- |
| 1 | Абалмасов         | хутор                        | ↘11       |
| 2 | Алексеевка        | посёлок                      | ↘79       |
| 3 | Новая Долина      | посёлок                      | ↘50       |
| 4 | Новоалександровка | посёлок                      | ↘37       |
| 5 | Новый             | посёлок                      | ↘144      |
| 6 | Одинцов           | хутор                        | ↘13       |
| 7 | Отрадное          | посёлок                      | ↘17       |
| 8 | Толмачев          | посёлок                      | ↘26       |
| 9 | Шидловка          | село, административный центр | ↘321      |

## Местное самоуправление
Администрация
Телефон: (47235) 4-33-80